# Esko Seppänen
Esko Olavi Seppänen (né le 15 février 1946 à Oulu) est une personnalité politique finlandaise, député européen, membre de l'Alliance de gauche.

## Biographie
Avant la fondation de l'Alliance de gauche en 1990, Seppänen représentait la Ligue démocrate du peuple finlandais et était membre du Parti communiste de Finlande.
Seppänen a commencé sa carrière politique aux Jeunesses social-démocrates. En 1974, il rejoint le Parti communiste de Finlande. Il appartient à la majorité eurocommuniste du parti (opposée à la minorité néo-stalinienne). En 1989, il s'oppose à la fusion du Parti communiste dans la nouvelle Alliance de Gauche (Vasemmistoliitto), critiquant une procédure anti-démocratique. Cependant, il travaille dans l'équipe dirigeante du nouveau parti jusqu'en 2001. 
Il a un diplôme supérieur en études commerciales (1971). Il a travaillé comme journaliste à Yleisradio dans les années 1970 et 1980.

## Prix
- Prix de l'information publique, 1975